# وفيقة (اسم)
وفيقة هو اسم علم مؤنث من أصل عربي، ومعناه هو الصائبة في رأيها الناجحة في عملها الصابرة المجدة.

## شخصيات تحمل الاسم
- وفيقة سلطان العيسى (1952 – )

## وصلات خارجية
- موسوعة السلطان قابوس لأسماء العرب